# Georges Lafon
Georges-Max Lafon est un acteur français né le 23 janvier 1888 à Sète (Hérault) et mort le 14 décembre 1951 à Valence-en-Brie (Seine-et-Marne).

## Biographie
Il entre en 1907 à la Comédie-Française, avant d'en devenir le 381e sociétaire en 1930.

## Théâtre
Il a joué plus de 51 pièces de théâtre

### Comédie-Française
Entrée à la Comédie-Française en 1907
Nommé 381e sociétaire en 1930
Départ en 1945
- 1908 : Les Deux Hommes d'Alfred Capus : Sauvenet
- 1908 : Le Bon roi Dagobert d'André Rivoire : Pépin
- 1909 : La Robe rouge d'Eugène Brieux : Bridet
- 1909 : Sire de Henri Lavedan : Camus
- 1910 : Les Marionnettes de Pierre Wolff : Trevoux
- 1911 : Cher maître de Fernand Vandérem : Bouchotte
- 1912 : Le Ménage de Molière de Maurice Donnay : Provençal
- 1912 : L'Embuscade de Henry Kistemaeckers : Pierre Durand
- 1914 : Le Prince charmant de Tristan Bernard : Martin
- 1919 : Les Sœurs d'amour de Henry Bataille : M. de Villedieu
- 1920 : L'Amour médecin de Molière, mise en scène Georges Berr : M. Josse
- 1920 : Paraître de Maurice Donnay : M. Margès
- 1920 : Sganarelle ou le Cocu imaginaire de Molière : Gorgibus
- 1921 : La Robe rouge d'Eugène Brieux : Bridet
- 1921 : L'École des maris de Molière : le commissaire
- 1921 : Le Sicilien ou l'Amour peintre de Molière, mise en scène Georges Berr : un sénateur
- 1921 : La Coupe enchantée de Jean de La Fontaine et Champmeslé : Bertrand
- 1921 : Circé d'Alfred Poizat : Silène
- 1922 : Ésope de Théodore de Banville : Cydias
- 1922 : Dom Juan de Molière : La Violette
- 1922 : La Comtesse d'Escarbagnas de Molière : Criquet
- 1922 : L'Impromptu de Versailles de Molière : Béjart
- 1922 : Vautrin d'Edmond Guiraud d'après Honoré de Balzac : Nucingen
- 1923 : Le Dépit amoureux de Molière : Polydore
- 1923 : Monsieur Brotonneau de Robert de Flers et Gaston Arman de Caillavet : Honoré
- 1923 : Florise de Théodore de Banville : Pymante
- 1923 : Jean de La Fontaine de Louis Geandreau et Léon Guillot de Saix : l'abbé de Maucroix
- 1923 : Poliche de Henry Bataille : Laub
- 1924 : L'École des femmes de Molière : un notaire
- 1924 : La Sœur de Jocrisse d'Antoine-François Varner et Félix-Auguste Duvert : Duchanel
- 1924 : L'Adieu de Louis Vaunois : Vitart
- 1924 : La Reprise de Maurice Donnay : Loieux
- 1925 : Bettine d'Alfred de Musset : un notaire
- 1925 : Fleurs d'avril de Gabriel Vicaire et Jules Truffier : Ardant
- 1926 : Les Compères du roi Louis de Paul Fort : Maître Coictier
- 1930 : Les Trois Henry d'André Lang, mise en scène Émile Fabre : D'Aumont
- 1934 : L'Otage de Paul Claudel, mise en scène Émile Fabre : le roi de France
- 1936 : L'École des maris de Molière, mise en scène Jean Croué : Sganarelle
- 1936 : Les Femmes savantes de Molière : Chrysale
- 1938 : Les Fausses Confidences de Marivaux, mise en scène Maurice Escande : Monsieur Rémy
- 1938 : Le Bourgeois gentilhomme de Molière, mise en scène Denis d'Inès : M. Jourdain
- 1938 : Ruy Blas de Victor Hugo, mise en scène Pierre Dux : Don  Guritan
- 1938 : Tricolore de Pierre Lestringuez, mise en scène Louis Jouvet : Pognant
- 1938 : Cantique des cantiques de Jean Giraudoux, mise en scène Louis Jouvet : le gérant
- 1938 : Carmosine d'Alfred de Musset, mise en scène Jean Debucourt : Maître Bernard
- 1938 : Cyrano de Bergerac d'Edmond Rostand, mise en scène Pierre Dux : Ragueneau
- 1939 : Le Jeu de l'amour et du hasard de Marivaux, mise en scène Maurice Escande : Orgon
- 1939 : L'Île des esclaves de Marivaux, mise en scène Pierre Dux : Trivelin
- 1940 : On ne badine pas avec l'amour d'Alfred de Musset, mise en scène Pierre Bertin : Maître Bridaine
- 1940 : Le Mariage forcé de Molière, mise en scène Fernand Ledoux : Sganarelle
- 1941 : La Farce de Maître Pathelin : le drapier
- 1942 : Le Misanthrope de Molière, mise en scène Jacques Copeau : Dubois
- 1942 : Gringoire de Théodore de Banville, mise en scène Denis d'Inès : Simon Fournier
- 1942 : L'Article 330 de Georges Courteline : le Président

## Filmographie
- 1932 : La Folle Nuit de Robert Bibal
- 1932 : Le Truc du Brésilien d'Alberto Cavalcanti
- 1942 : Mam'zelle Bonaparte de Maurice Tourneur - Le baron russe